# Leonardo de Figueroa

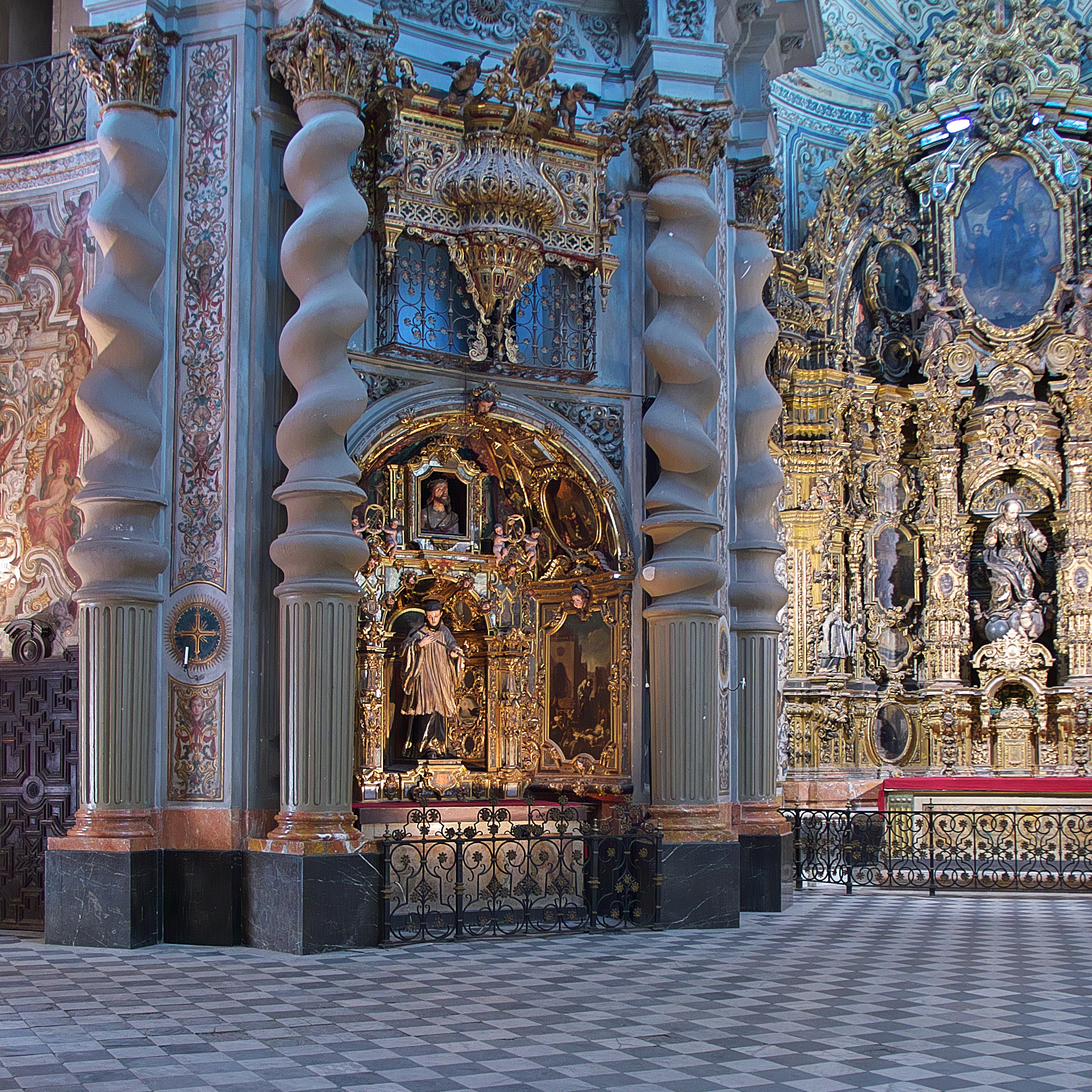
Interior de la iglesia de San Luis de los Franceses.

Leonardo de Figueroa (Utiel, Castilla, actualmente, Comunidad Valenciana; ca. 1654-Sevilla; 9 de abril de 1730) fue un arquitecto del periodo barroco. Alarife municipal de Sevilla, fue padre de los arquitectos Matías José y Ambrosio y abuelo de Antonio de Figueroa y Ruiz.

## Biografía
Sus padres fueron Matías García de Figueroa, de la parroquia de San Pedro de Lantaño, Portas, y Gabriela María de la Encarnación y Reina, de Antequera, se casaron en 1653 en la colegiata de San Sebastián de Antequera y se establecieron en una casa de la calle Santísima Trinidad de esa ciudad. En enero de 1654 Matías y Gabriela hicieron un viaje para visitar los parientes de ella. El destino del viaje era Cuenca, aunque por el camino pasaron por Villamalea para visitar a parientes de ese lugar. La ruta de Villamalea a Cuenca seguía por Utiel y Mira. El parto se sorprendió a la madre en la villa de Utiel, y el niño fue bautizado en la iglesia de Nuestra Señora de la Asunción de ese lugar.
Leonardo se crio en Antequera. Sus hermanos menores fueron: Laureano, Leandro Matías, Alberto, Antonio y Juliana. Con 10 años sus padres lo mandaron a una casa de la calle Naranjuelo (actual calle Marcelo Spínola), en la collación de San Lorenzo de Sevilla, al cuidado de Miguel de Miranda. En 1672 suscribió un contrato de aprendiz de cuatro años con el maestro albañil José García, natural de San Juan del Puerto.
En 1673 hizo un viaje a Antequera para resolver el asunto de la herencia tras el fallecimiento de su padre y en 1674 se trasladó a Cuenca a visitar a su madre por el asunto del legado paterno. De nuevo, regresó a Antequera y, tras solventar el asunto de la herencia regresó a Sevilla, donde continuó su trabajo como arquitecto. Entre 1675 y 1676 contrajo matrimonio con Isabel Quintero o García, natural de San Juan del Puerto, en Alcalá de Guadaíra. Isabel era hermana de José García. En 1676 el matrimonio se trasladó a vivir en una casa alquilada en la plaza de San Lorenzo. Ese año nació su primera hija, Josefa María de la Rosa, bautizada en la iglesia de San Lorenzo, siendo padrino el capitán Juan Martínez del Castillo, consiliario de la Hermandad de la Caridad. En 1677 la familia se trasladó a la collación de Santa María la Mayor. En 1679 la familia se trasladó a la collación de San Vicente, a una casa donde vivía su amigo Alonso González, antiguo empleado de José García. En 1679 nació Juan José, que fue bautizado en la iglesia del Sagrario. El padrino fue el capitán Juan de Ribón, hermano de la Caridad.
En 1681 Leonardo alquiló al hospital del Espíritu Santo una casa en ruinas en la calle Ancha de la collación de San Vicente con el compromiso de restaurarla. Los fiadores del contrato fueron Lucas Arias y Juan de Velasco, que colaboraron con él en las obras del hospital de la Caridad. En 1682 ya consta que residía en dicha casa.
En 1681 nació María Eusebia, que fue bautizada en la iglesia de San Vicente. El padrino de bautismo fue Juan Domínguez, maestro mayor de obras del hospital de los Venerables. En 1683 nació Felipa Gabriela, bautizada en la iglesia de San Vicente.
En 1687 falleció su esposa Isabel. En diciembre de ese año se casó con María de la Barrera, natural de Carmona. Ella, probablemente, era pariente de fray Juan de la Barrera, lego dominico en el convento de San Pablo.
Entre 1687 y 1690 residió en Carmona. En 1689 nació su hija Leonarda María de Gracia, bautizada en la iglesia de San Bartolomé de esa ciudad, siendo padrino Fernando de Rueda y Mendoza. En 1699 sus hijas María Eusebia y Josefa de la Rosa ingresaron en el convento Madre de Dios de Carmona y en 1711 su hija Leonarda María de Gracia contrajo matrimonio con Blas González en la iglesia de Santa María de Carmona.
En 1688 su cuñado, el licenciado y presbítero Juan Agustín de la Barrera y Alcohola, fue acusado de concubinato, escalamiento de casa y de portar armas, y fue condado a seis meses de prisión (a cumplir en la cárcel del palacio arzobispal) y a tres meses de destierro. Solicitó cumplir la pena en el hospital del Espíritu Santo de Sevilla. Posteriormente se fugó a Carmona para continuar el trato ilícito con la viuda María de Aguiar. Intentando acceder a su casa por los tejados cayó en el patio, resultando malherido. Leonardo y su esposa le acogieron en su casa y lo curaron, facilitando su posterior huida. Por esto, Leonardo fue encarcelado en febrero de 1688 en la cárcel real de la ciudad hasta abril de 1689. Posteriormente, tras año y medio de diligencias judiciales, la causa fue sobreseída.
En 1702 nació Ambrosio de Figueroa en la collación de San Vicente de Sevilla.
A lo largo de su vida redactó tres testamentos: en 1713, en 1722 y en 1723. Falleció en Sevilla el 9 de abril de 1730, siendo enterrado en la iglesia de San Vicente. Tuvo una gran biblioteca personal sobre arquitectura, que heredó Matías José de Figueroa.

## Obra
A partir de 1679 trabajó en las obras de la iglesia y el hospital de la Caridad. El hospital de la Caridad cuenta con dos patios iguales unidos. Este diseño pudo ser apreciado por el fundador del hospital, Miguel Mañara, en el hospital de Tavera de Toledo, del siglo XVI. El diseño que empleó para el ático de la fachada de la iglesia está también en la colegiata del Salvador.
Hacia 1681 empezó a trabajar como ayudante de albañilería del arquitecto Juan Domínguez en el hospital de los Venerables Sacerdotes. Leonardo le sustituyó como maestro mayor de la obra entre 1687 y 1697.
En 1687 y 1688 realizó sendos contratos para hacer obras en la casa de Carmona de Fernando de Rueda.
Hacia 1690 realizó el claustro del convento de San Acacio. A partir de 1691 reconstruyó la iglesia del convento dominico de San Pablo el Real (actual iglesia de Santa María Magdalena). También realizó un nuevo claustro para este convento Sus trabajos en la iglesia y el claustro terminaron en 1709. Entre 1704 y 1710 construyó una capilla que se encontraba en el compás del antiguo convento (la actual capilla de Montserrat).
En 1682 arquitecto José Granados de la Barrera, que era maestro mayor de la catedral de Granada, realizó los alzados para la reconstrucción de la colegiata del Salvador. La obra la dirigió Francisco Gómez Septier. Este fue sustituido en 1696 por Leonardo de Figueroa, que trabajó en ella hasta 1711.
En 1682 el arquitecto Antonio Rodríguez comenzó la construcción del colegio de navegantes de San Telmo (el palacio de San Telmo). Antonio Rodríguez falleció en 1706. La falta de medios hizo que el proyecto quedase paralizado hasta que, en 1721, las obras fueron continuadas por Leonardo de Figueroa. En esta obra colaboró de forma importante su hijo Matías y, en menor medida, su hermano Ambrosio.  Leonardo estuvo trabajando en San Telmo hasta 1726.
En 1697 el cabildo de la catedral de Sevilla contrató a Antonio Rodríguez, a Antonio Fernández y a Leonardo de Figueroa para la realización de unos planos para la restauración del Colegio de San Isidoro.
En 1699 él y Antonio Fernández fueron contratados por el cabildo catedralicio para realizar una inspección técnica del molino del Arzobispo y las aceñas de Doña Urraca. Desde finales del siglo XVII fue contratado para realizar inspecciones técnicas de la capilla de la Virgen de la Antigua de la catedral, el sagrario de la iglesia de San Lorenzo, el coro de la Casa Profesa de los jesuitas y la cúpula de la catedral de Cádiz. Desde el 1700 trabajó varios años como alarife de la ciudad de Sevilla.
En 1721 empezó la realización de la capilla sacramental de la iglesia de Santa Catalina, en la que colaboró con los mismos con los que trabajaba en San Telmo: sus hijos Matías y Ambrosio, Pedro Duque Cornejo y el cantero José Quintana. Aunque Leonardo fallecería en 1730, las obras de la misma continuaron hasta 1736.
En 1724 le fue encargada la remodelación del claustro mayor del convento de la Merced (actual Museo de Bellas Artes de Sevilla), realizado por Juan de Oviedo.
Se considera que su obra maestra es la iglesia de San Luis de los Franceses. Esta fue reconstruida por Leonardo de Figueroa entre 1699 y 1731. La novedad de ser de planta central con ábsides semicirculares en los ejes, a imitación de la iglesia de Santa Inés en la plaza Navona de Roma.

## Galería de imágenes

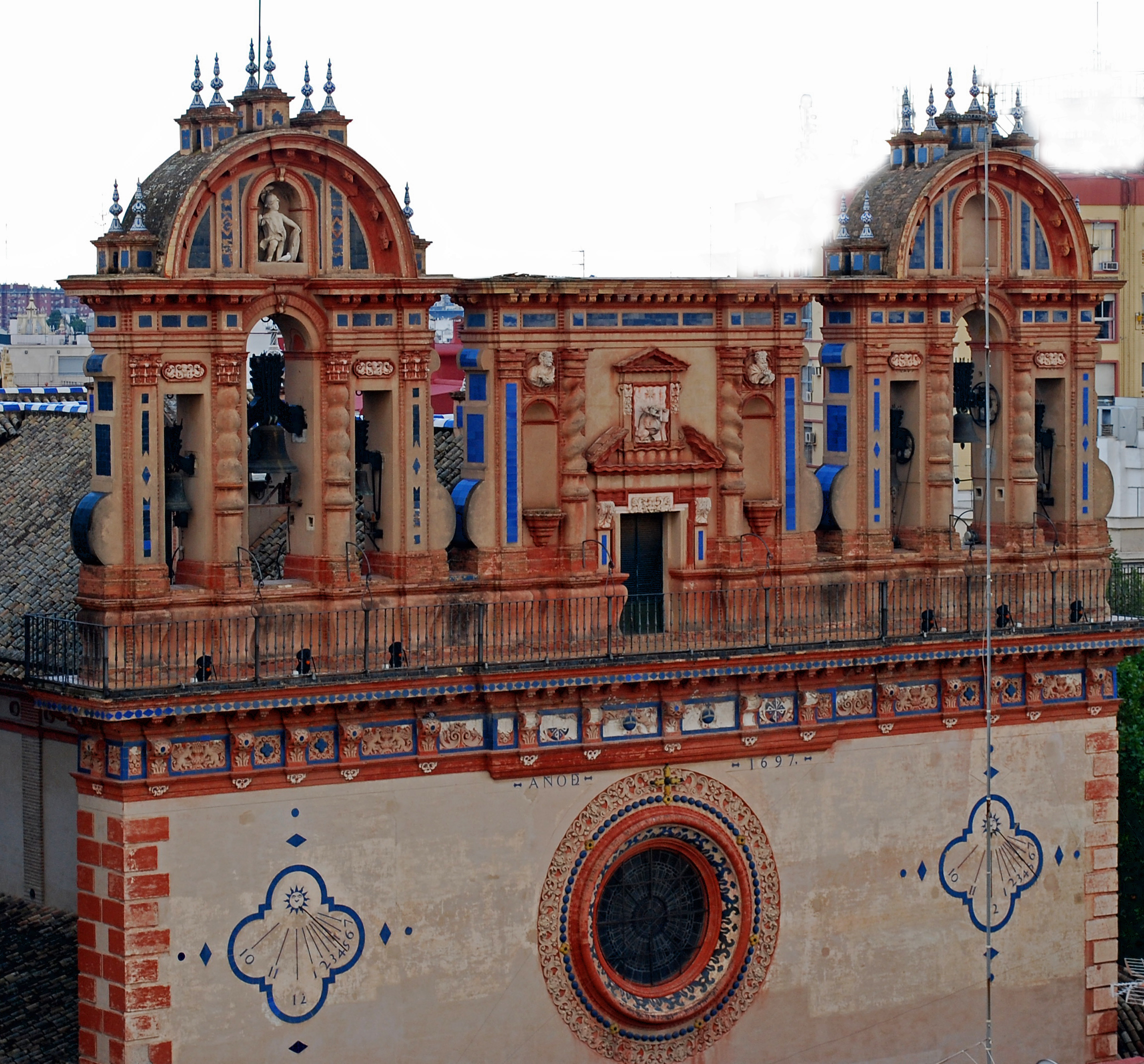
Espadaña de la iglesia de Santa María Magdalena.
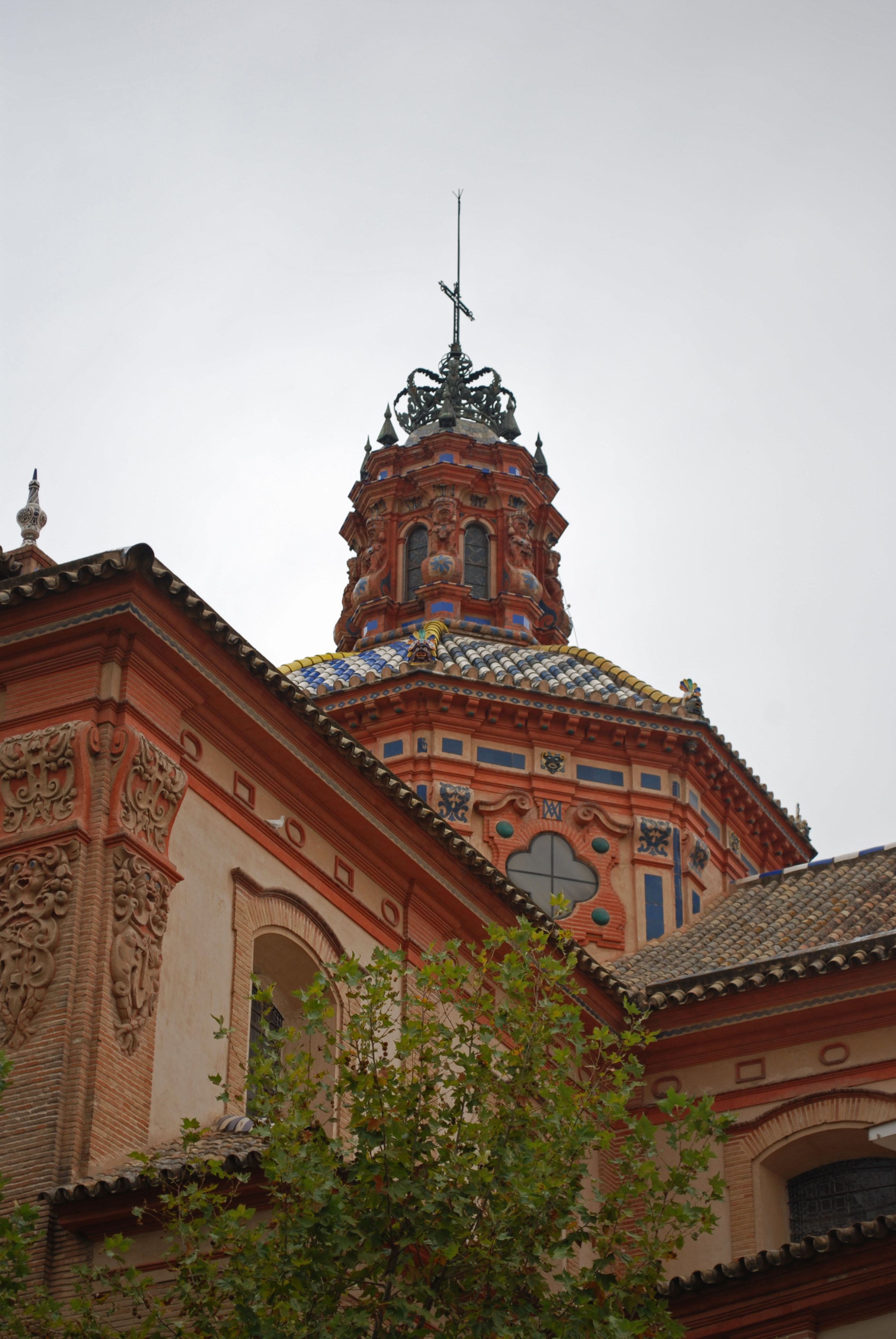
Cúpula octogonal de la iglesia de Santa María Magdalena.
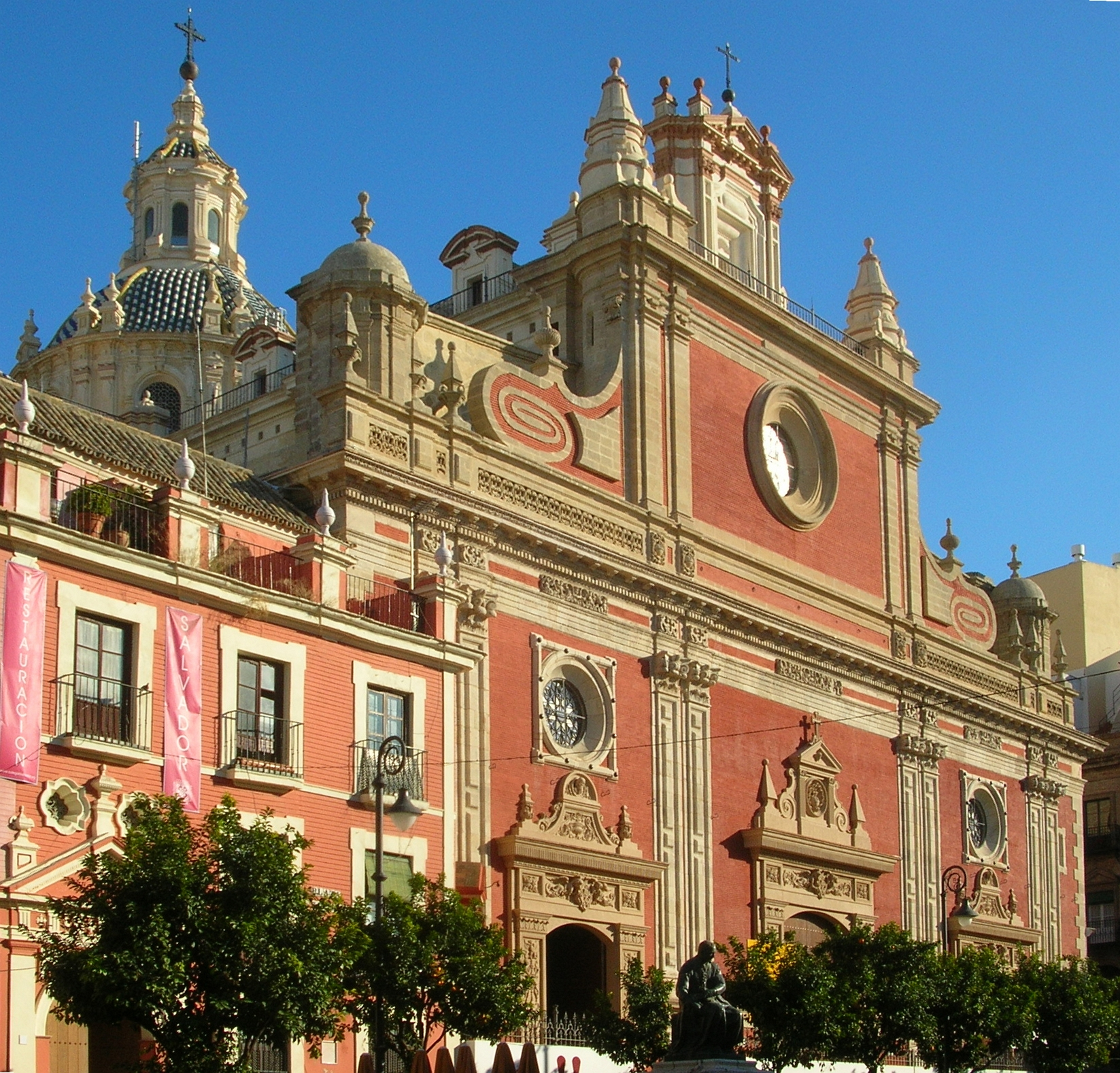
Fachada principal de la colegiata del Salvador.
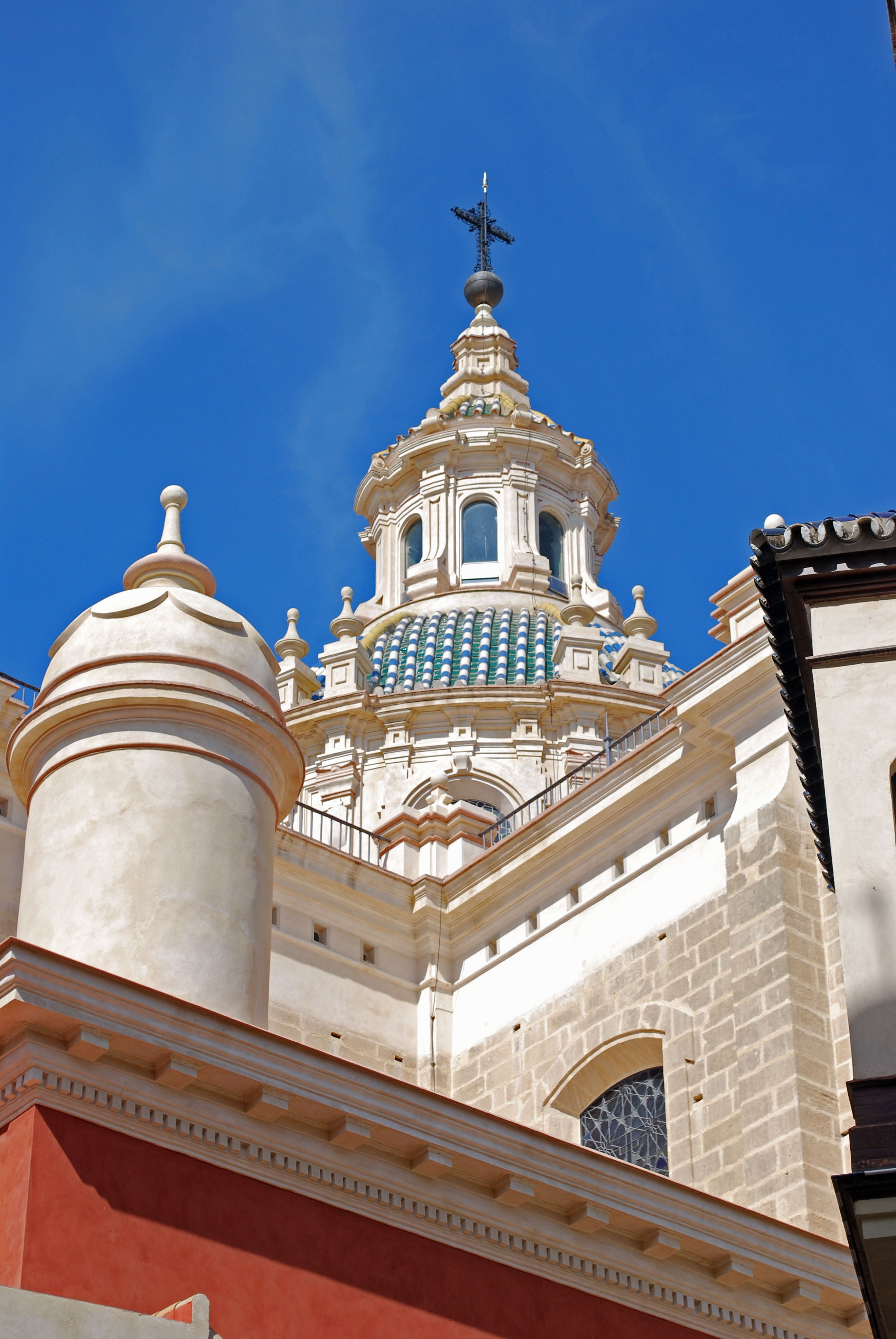
Detalle exterior de la colegiata del Salvador.
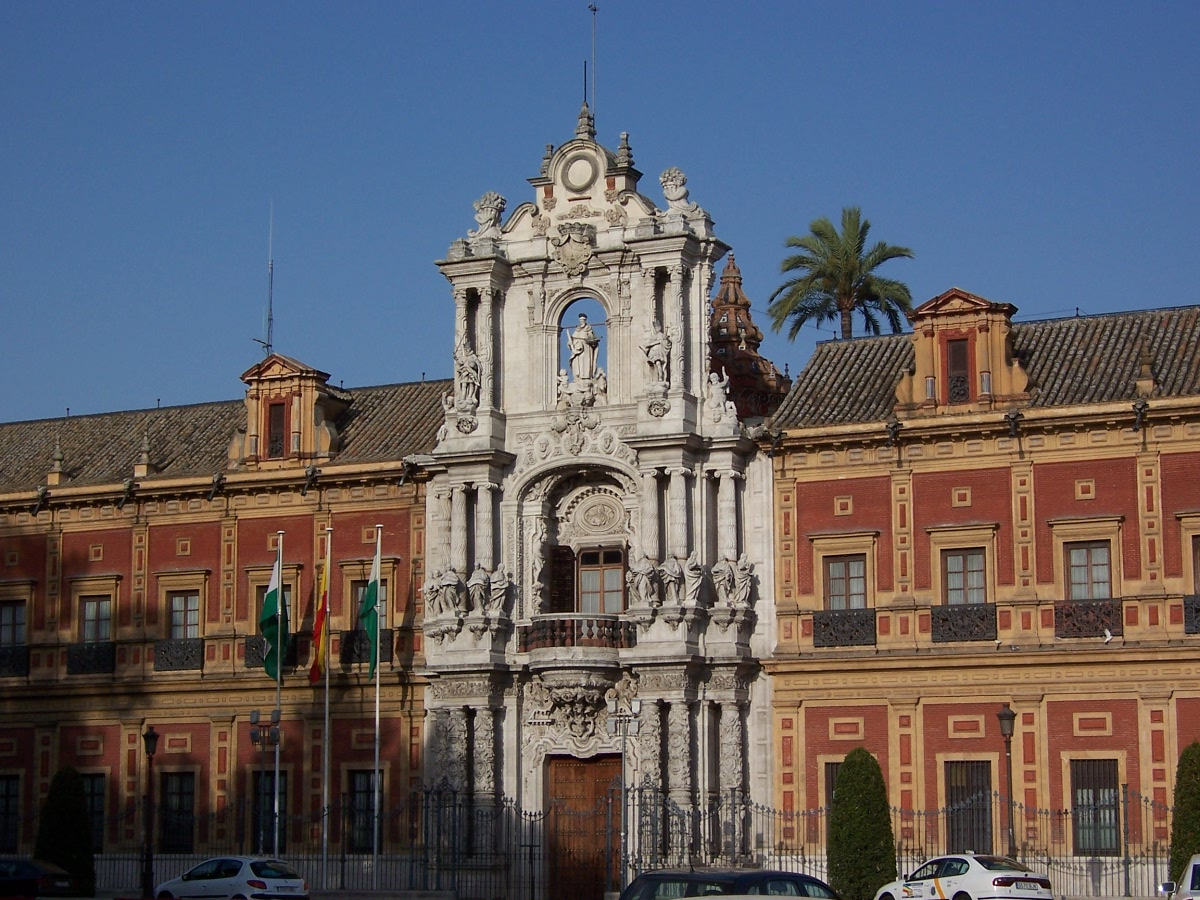
Portada del palacio de San Telmo.
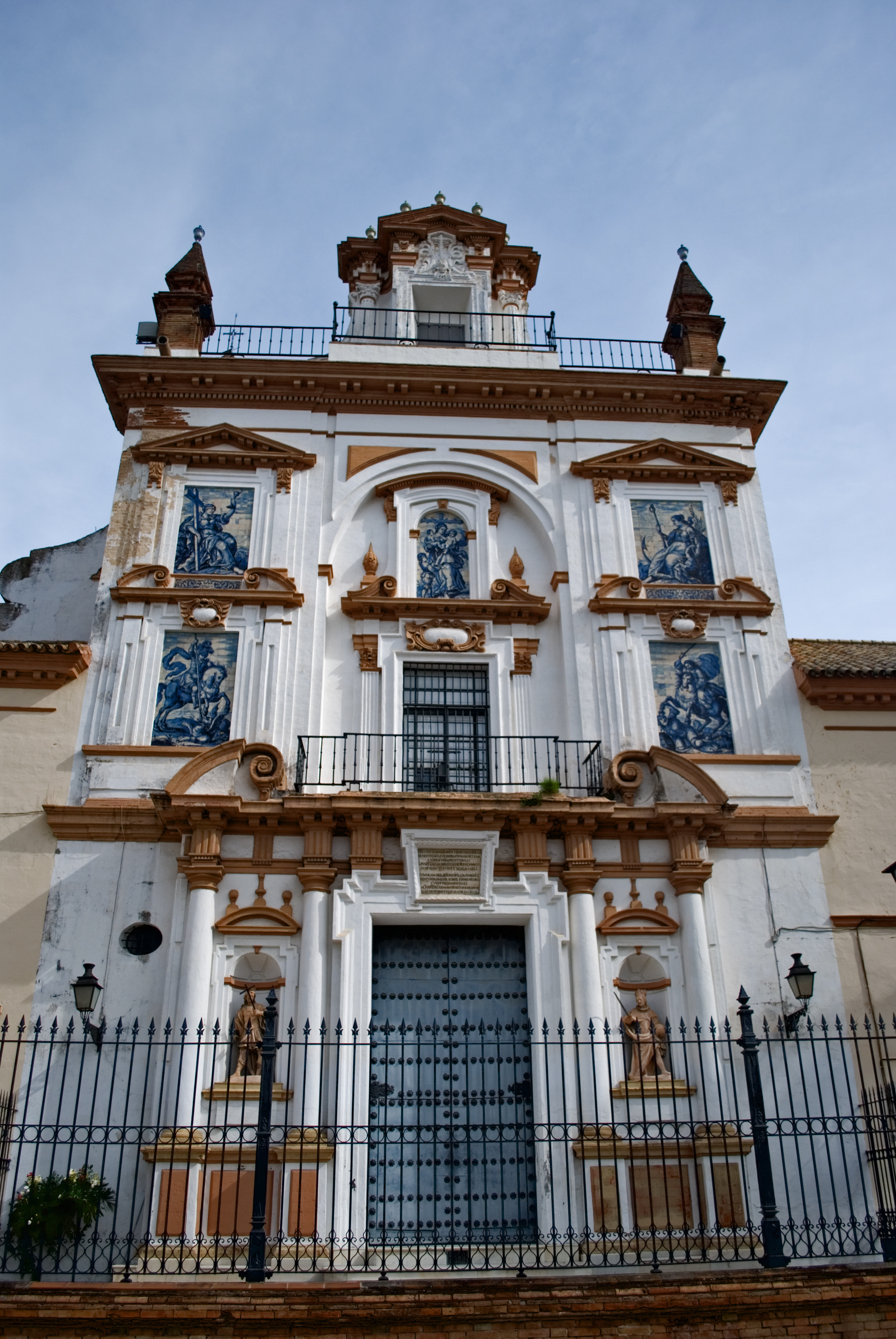
Fachada de la iglesia de San Jorge, del hospital de la Caridad.
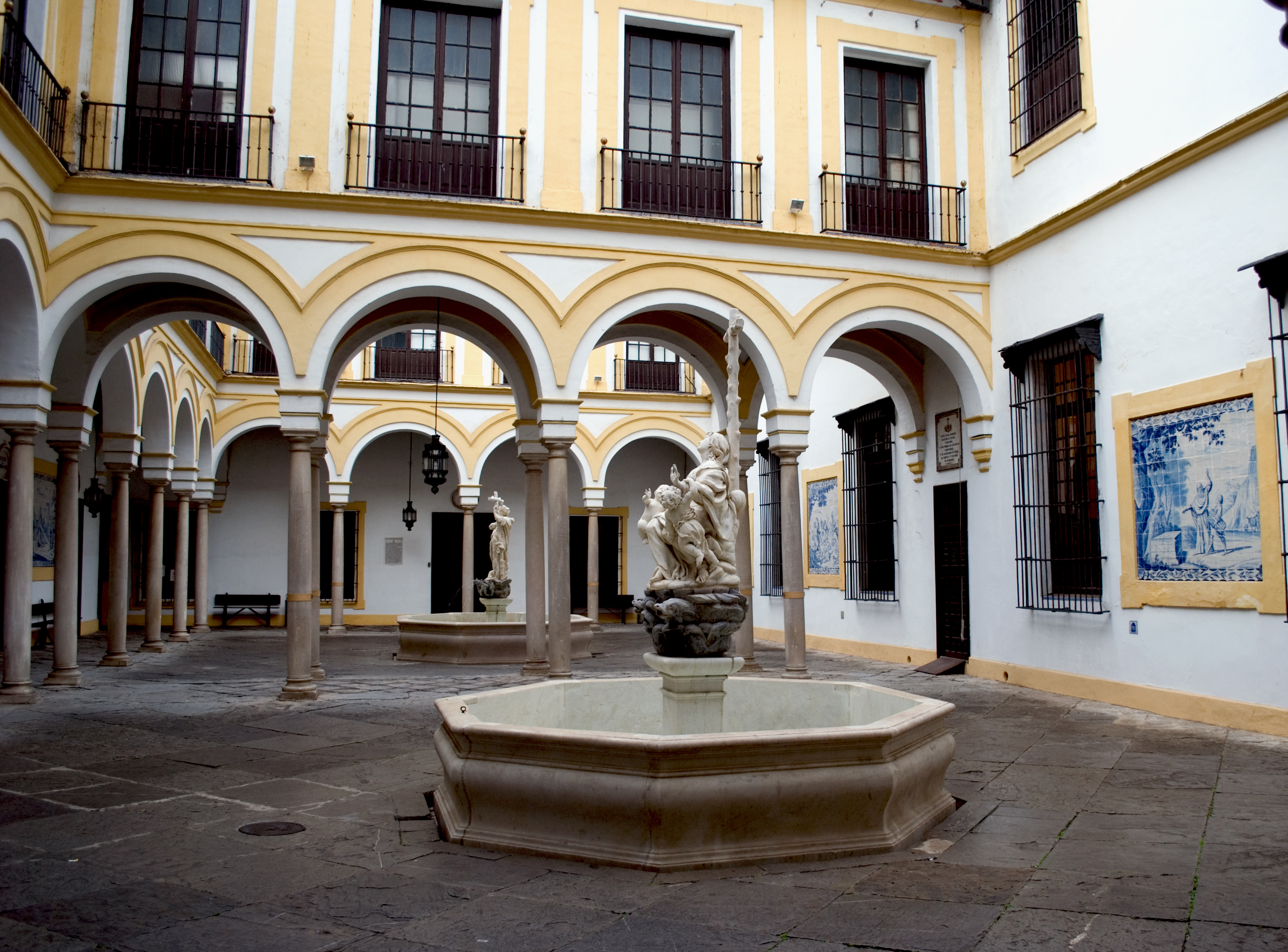
Patio del hospital de la Caridad.
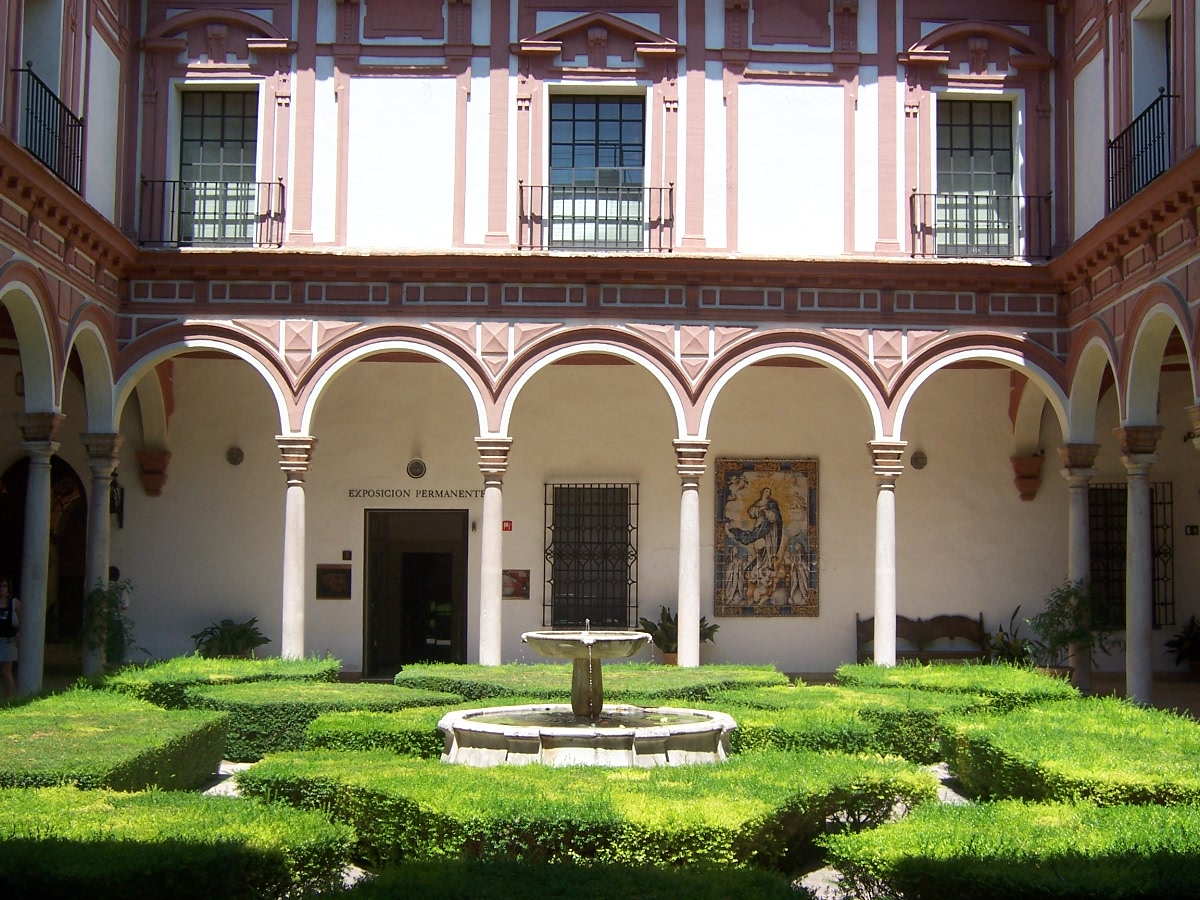
Museo de Bellas Artes de Sevilla.
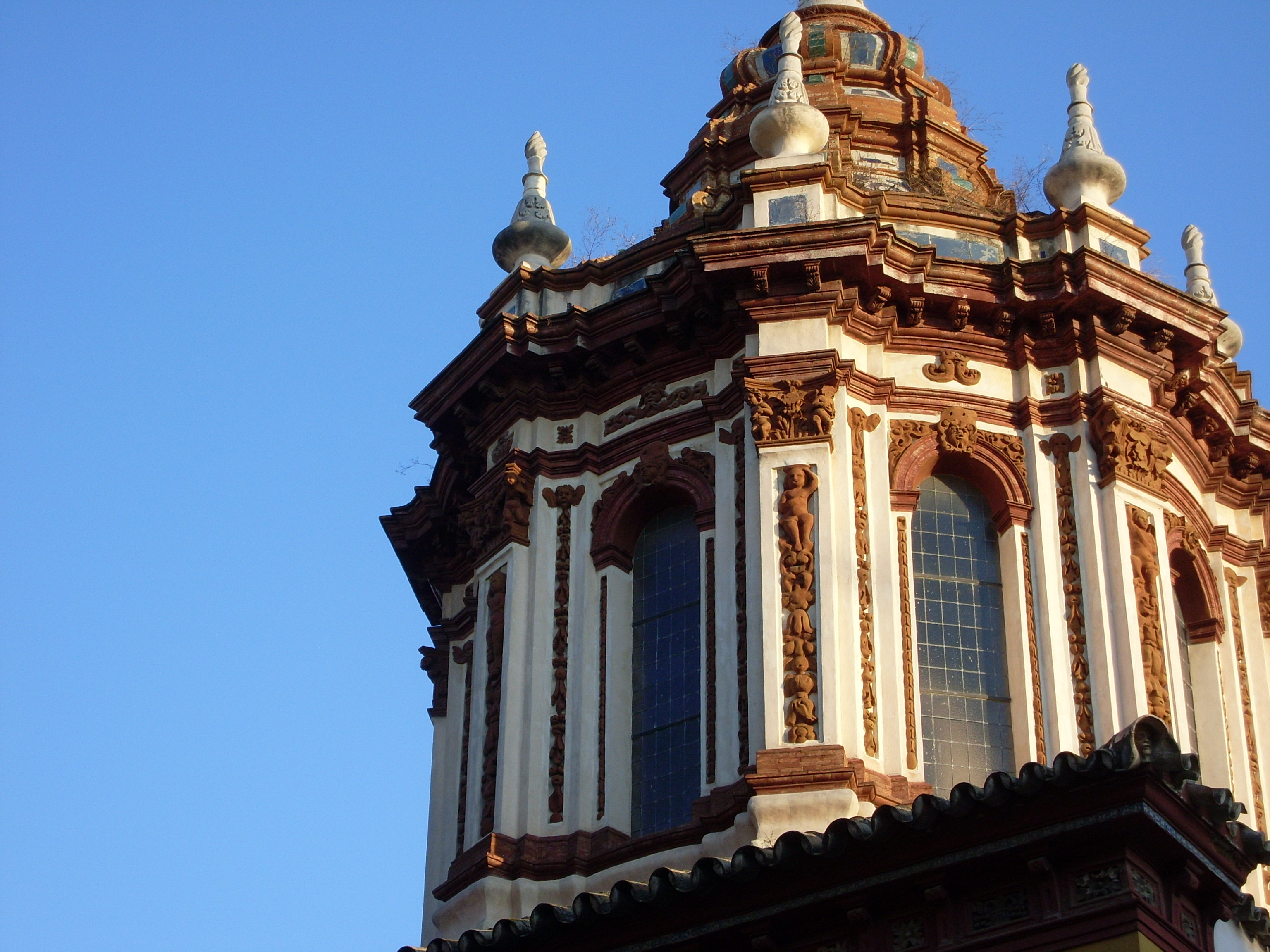
Detalle de la linterna de la capilla sacramental de la iglesia de Santa Catalina.
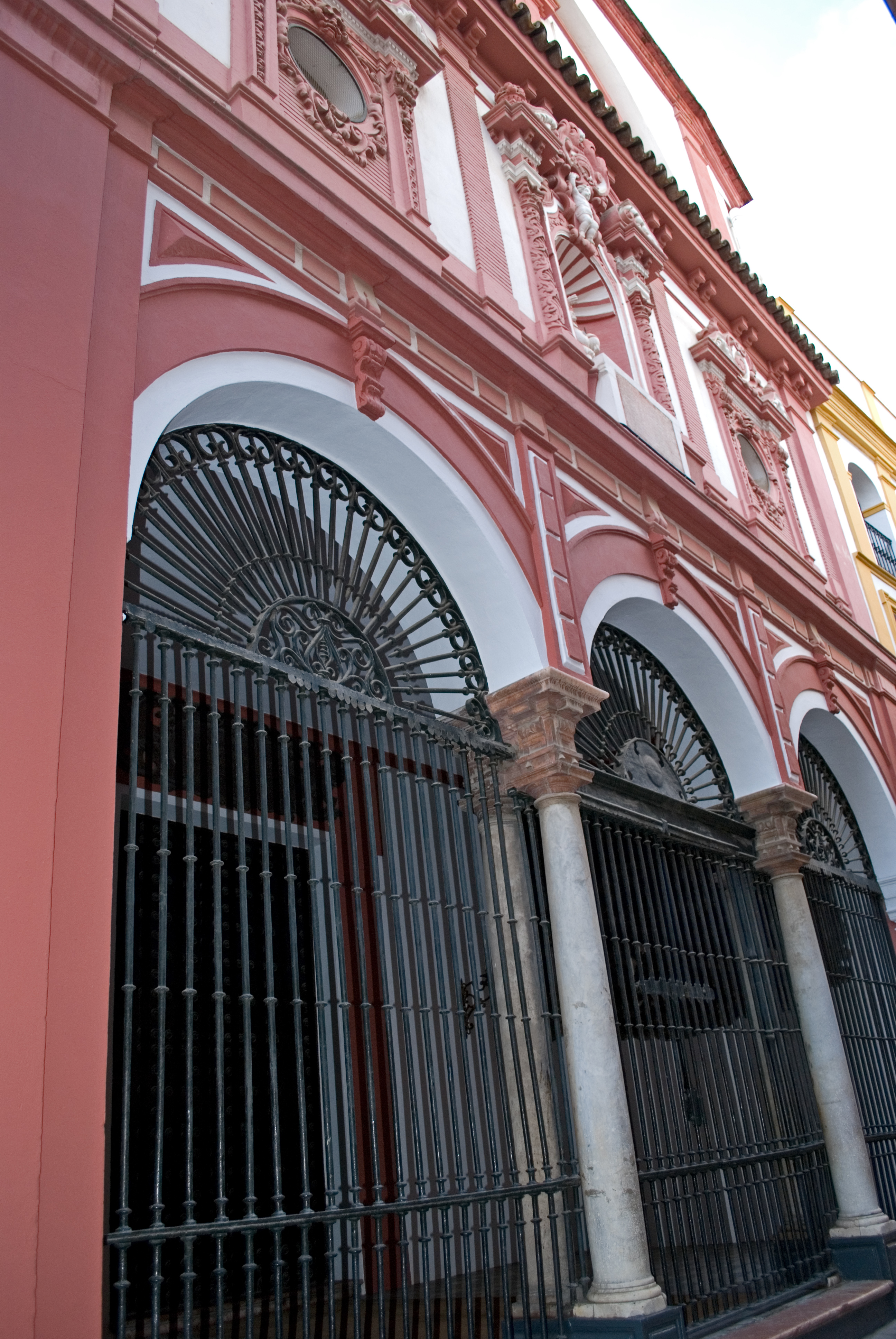
Hospital de los Venerables Sacerdotes.
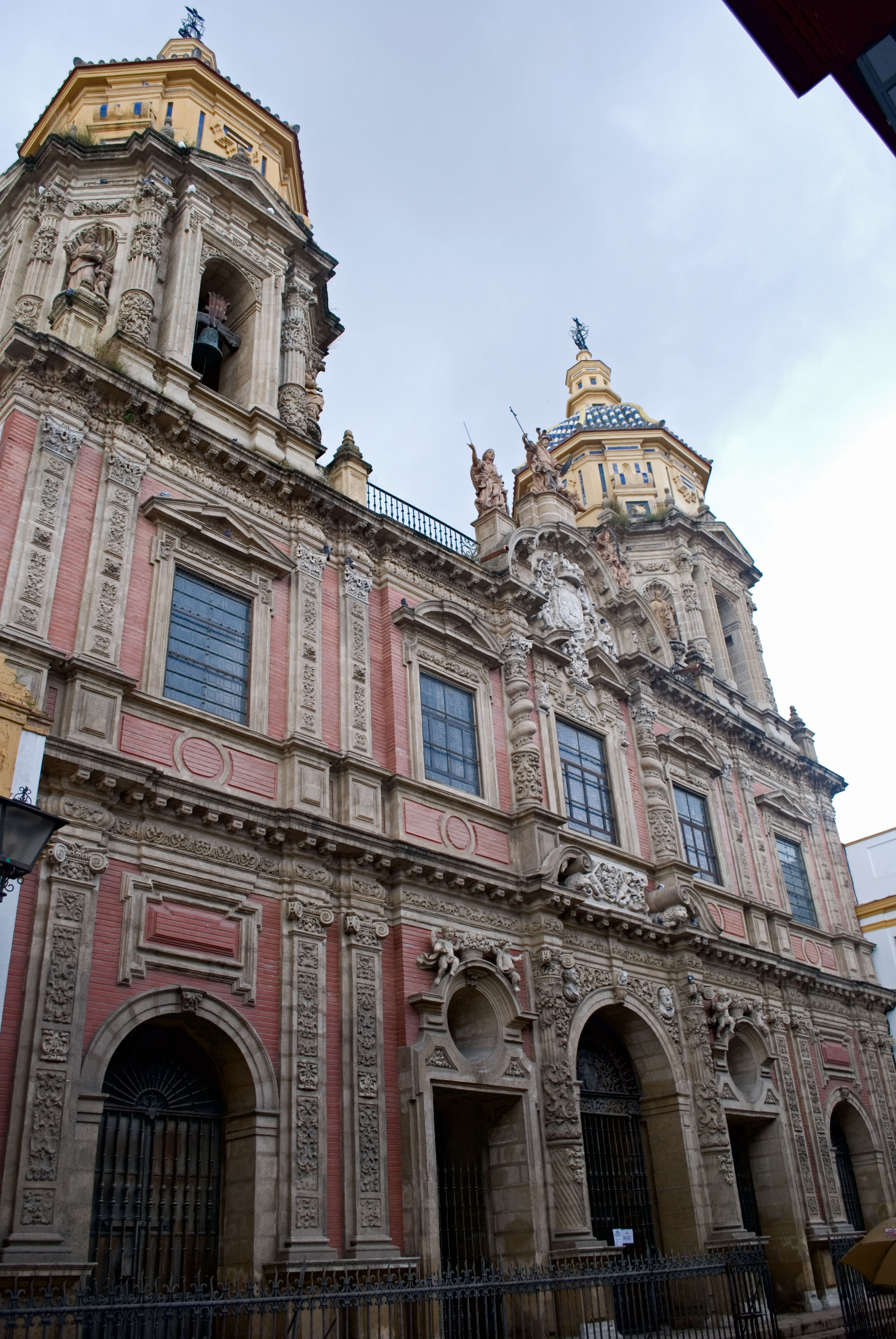
Exterior de la iglesia de San Luis de los Franceses.
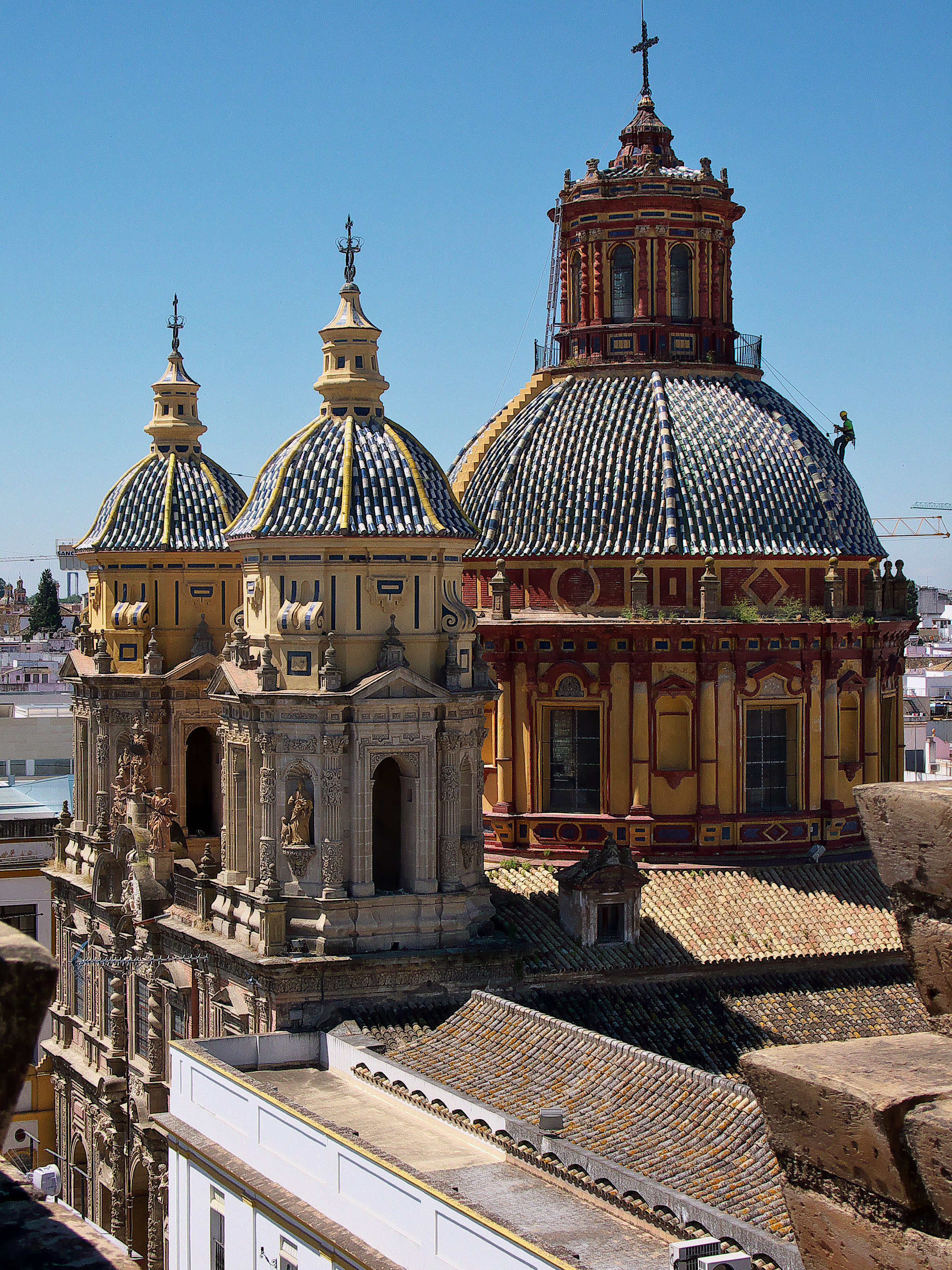
Exterior de la iglesia de San Luis de los Franceses.
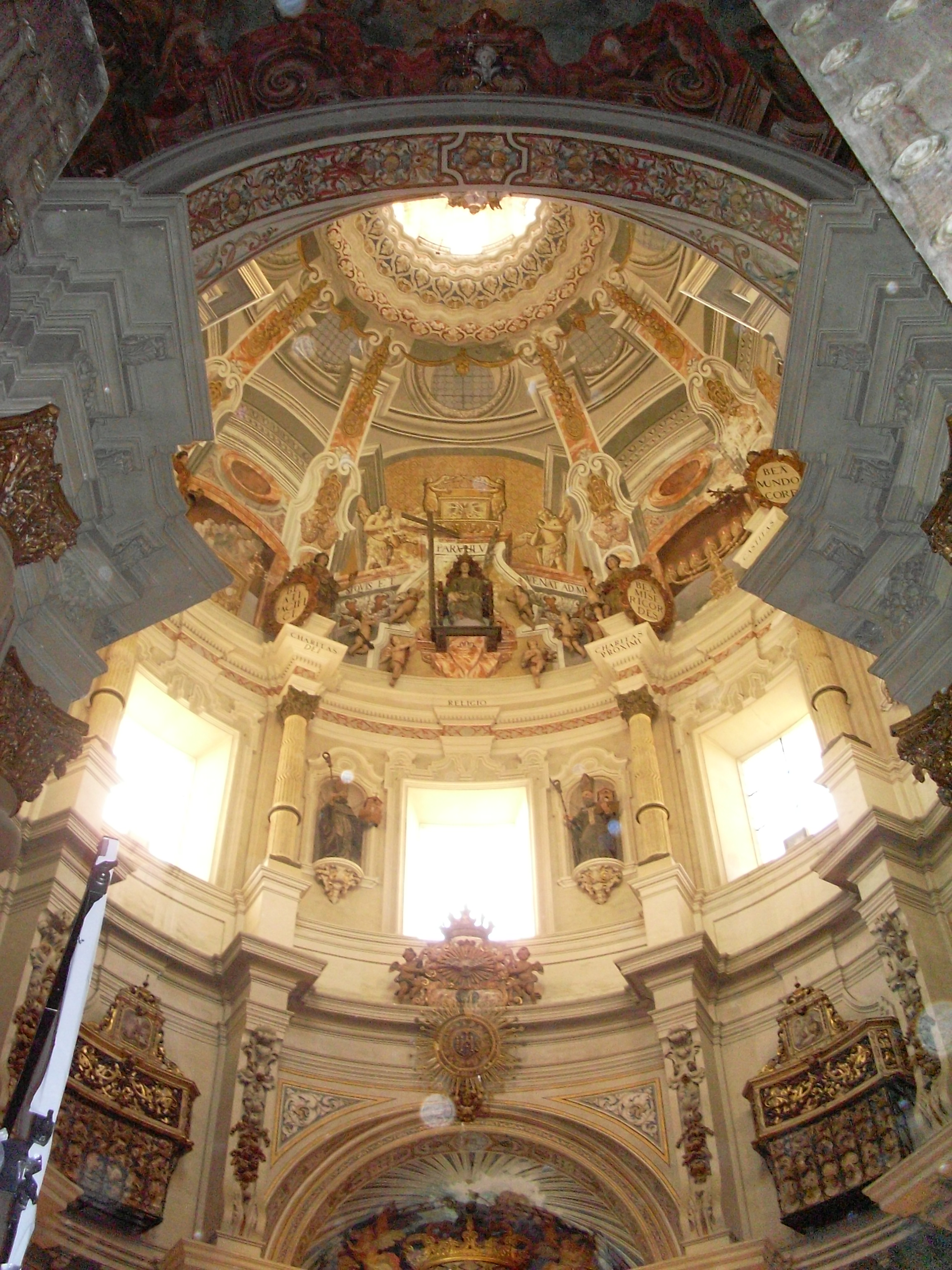
Interior de la iglesia de San Luis de los Franceses.